# Spirorbis samchokensis
Spirorbis samchokensis är en ringmaskart som beskrevs av Tokio Shikama och Hirano 1969. Spirorbis samchokensis ingår i släktet Spirorbis och familjen Serpulidae. Inga underarter finns listade i Catalogue of Life.